# 생수기

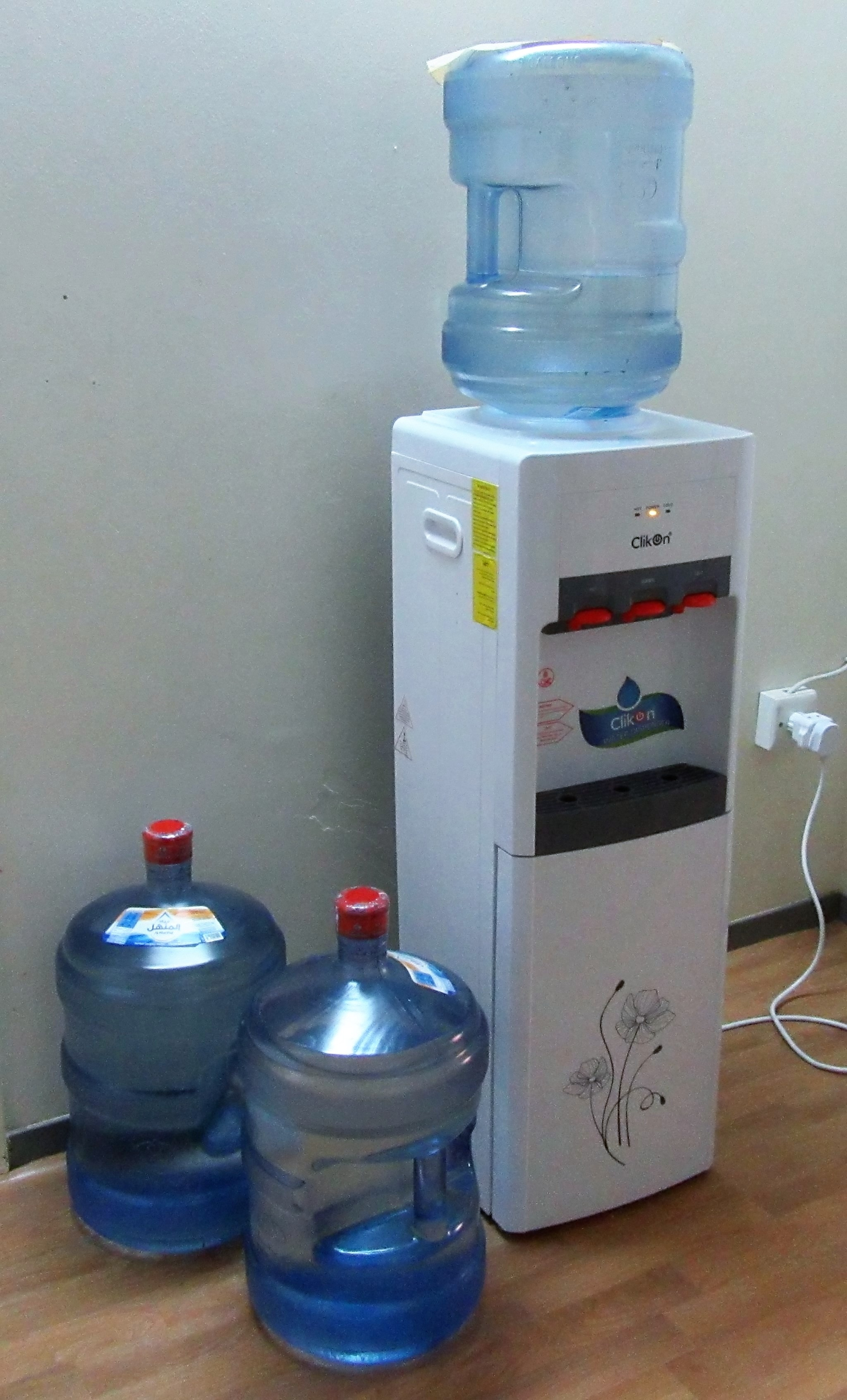
물탱크식 생수기

생수기(生水器, 영어: water dispenser, water cooler)는 생수 통을 기기 위에 얹어 물을 필요에 따라 먹을 수 있도록 만든 기구 또는 가전제품이다. 또한 물을 정화시켜주는 기능이 있어 정수기(淨水器)의 기능도 수행하며, 보통 뜨거운 물과 찬물을 같이 공급해주기 때문에 한국에서는 냉온수기(冷溫水器)로 불리는 경우가 많다.
보통 생수기는 위에 물탱크를 위에 꽂는 물탱크형과 수도관에 직접 연결하여 사용하는 직수형으로 나뉜다.
한국에서는 각종 기업체의 사무실과 백화점 같은 상점, 동사무소 등 공공기관 등에 설치되어 쉽게 접할 수 있으며, 보통 일반 가정집에서는 렌탈 형식으로 이용되고 있다.

## 같이 보기
- 음수대
- 냉장고
- 자동 판매기